# Selling (Kent)
Selling is een civil parish in het bestuurlijke gebied Swale, in het Engelse graafschap Kent.